# 曼納島

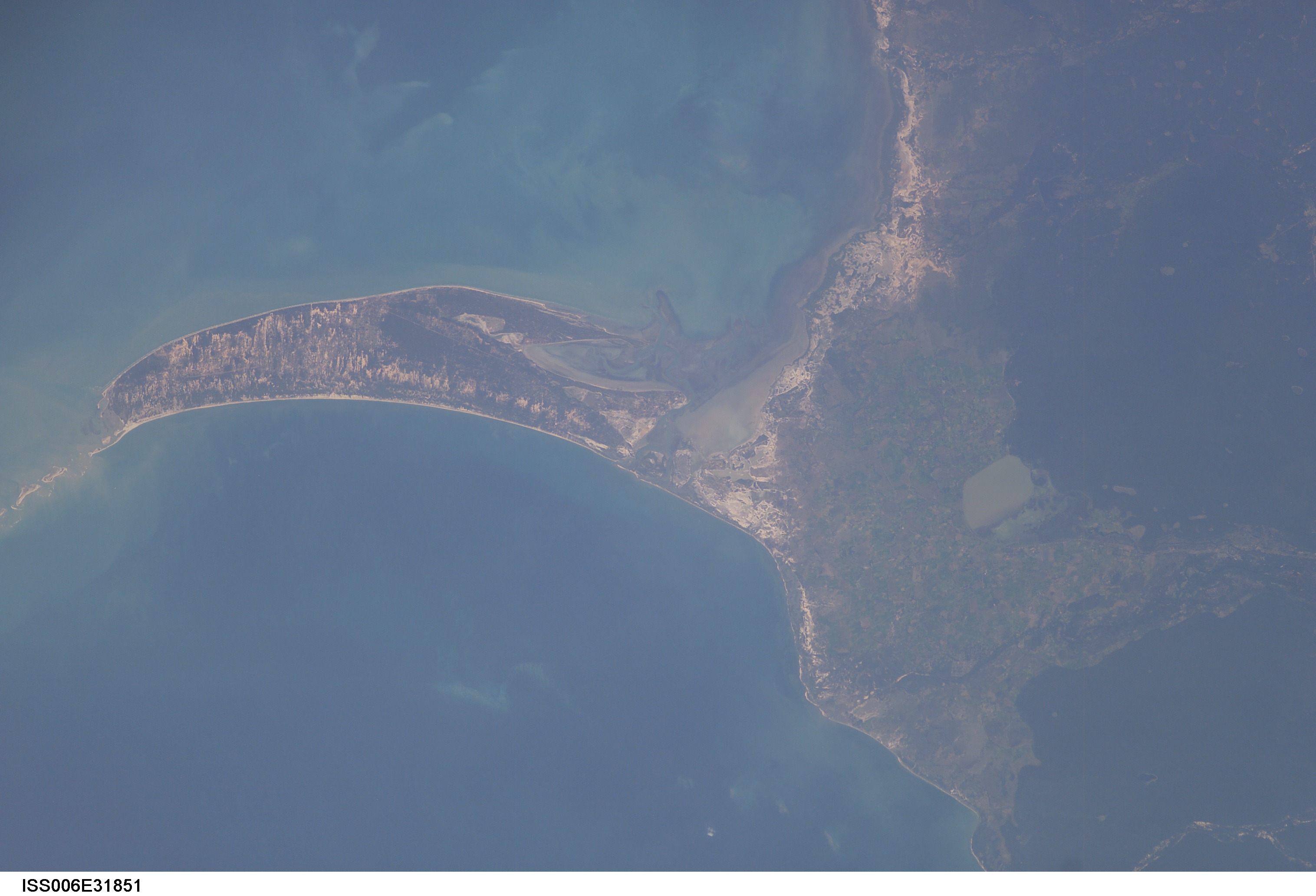
曼納島（左）的衛星圖

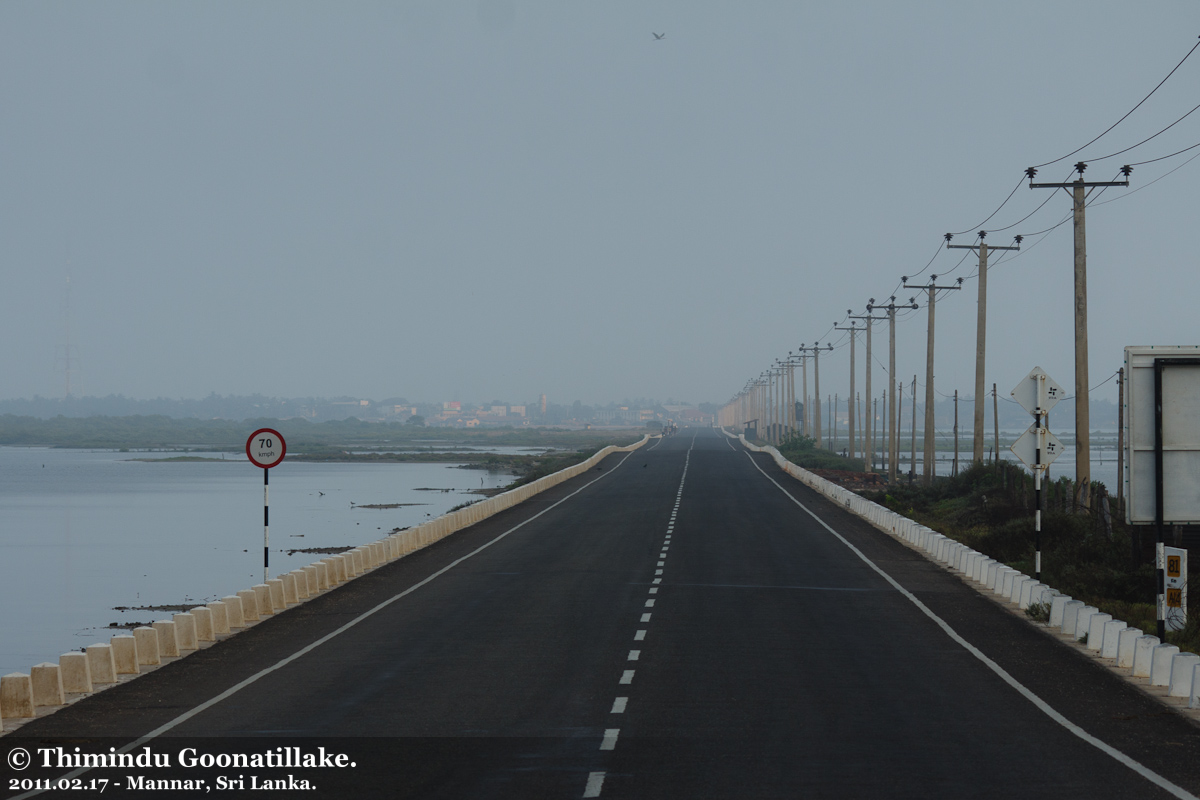
連接曼納島與斯里蘭卡主島的堤道

曼納島是斯里蘭卡的島嶼，位該國北部，屬於馬納爾區的一部分，該島嶼與斯里蘭卡主島以堤道相連，面積50平方公里，該島嶼乾燥貧瘠，主要經濟活動是漁業。
9°03′N 79°50′E / 9.050°N 79.833°E